# Grado (Asturias)
Grado (popularmente Grao, en asturiano: Grau) es un concejo de la comunidad autónoma del Principado de Asturias, España, una parroquia de dicho concejo y una villa de dicha parroquia, capital del concejo. El topónimo oficial de la parroquia y la villa es bilingüe, en asturiano y castellano, Grau/Grado.
El concejo limita al norte con Candamo y Las Regueras, al este con Proaza, Santo Adriano y Oviedo, al sur con Teverga y Yernes y Tameza y al oeste con Belmonte de Miranda y Salas. Cuenta con una población de 9784 habitantes (INE 2019).

## Toponimia
En virtud del Decreto 7/2007, de 27 de febrero, fueron aprobadas las formas oficiales de los topónimos del concejo, pasando a ser oficiales las denominaciones en asturiano.

### Gentilicio
La razón por la que los habitantes de Grado son conocidos como moscones es incierta. Sobre su origen existen diversas hipótesis, ninguna de ellas confirmada con certeza. Algunas teorías consideran que su origen proviene de una acaudalada familia de la villa, la familia Mosca, que residió en Grau durante la Baja Edad Media, mientras otras hacen referencia a las emboscadas contra las tropas francesas durante la Guerra de Independencia en el angosto paso de Peñaflor, donde los milicianos de Grau disparaban desde ambos lados haciendo silbar sus balas como "moscones". Aunque también se cree que tiene un origen menos noble, y que el gentilicio se refiere a la huida de esa misma batalla, cómo "moscones".
Sea como fuere, los moscones han adoptado este gentilicio con normalidad, a pesar de recordar a un insecto, apareciendo este en el escudo del equipo de fútbol local, el Club Deportivo Mosconia y existiendo además unos galardones de carácter anual, los Moscones de Oro, otorgados por la Asociación de Amigos de Grado, en los que se premia a personaliadades o instituciones que ha contribuido al progreso y reconocimiento del concejo.

## Geografía
Integrado en la comarca de Oviedo, se sitúa a 27 kilómetros de la capital asturiana. El término municipal está atravesado por la autovía A-63 (Oviedo-La Espina), por la carretera nacional N-634, entre los pK 420 y 438, por la carretera autonómica AS-237, que conecta con el municipio de Candamo, y por carreteras locales que permiten la comunicación entre las pedanías. 
El relieve del municipio es montañoso, aunque sólo cuenta con alturas considerables por el sur. El río Nalón baña una fértil vega por el norte, haciendo de límite con Las Regueras y Candamo. Otros ríos destacables son el Cubia y el río Varas. La altitud oscila entre los 1414 metros al sur (pico Redondo), en el límite con Teverga, y los 40 metros a orillas del río Nalón. El pueblo se alza a 65 metros sobre el nivel del mar. 
| Noroeste: Salas               | Norte: Candamo                 | Noreste: Las Regueras        |
| Oeste: Belmonte de Miranda    |                                | Este: Oviedo y Santo Adriano |
| Suroeste: Belmonte de Miranda | Sur: Teverga y Yermes y Tameza | Sureste: Proaza              |

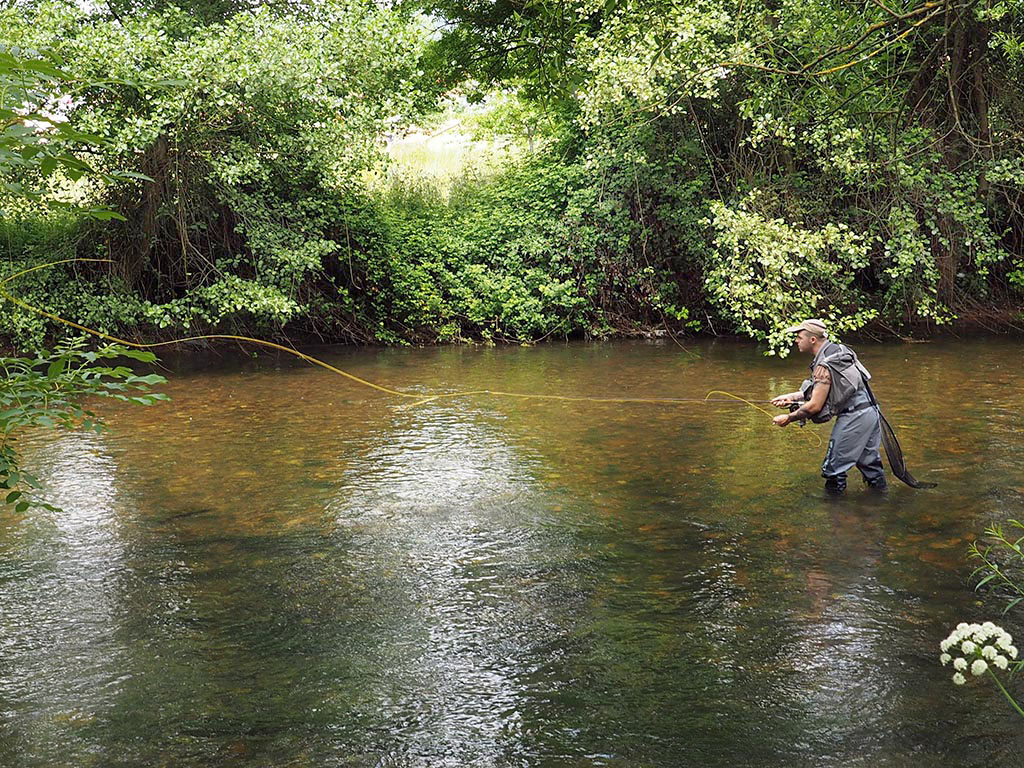
Pescador en Río Cubia

El concejo de Grado posee grandes diferencias en cuanto a la geografía física. Su parte norte se encuentra en la franja litoral asturiana, dominada por extensos valles y montañas de poca altitud. Mientas que la parte sur se encuentra inmersa en plena Cordillera Cantábrica, donde llega a alcanzar altitudes importantes, como la del Picu la Berza con casi 1500 metros sobre el nivel del mar. 
Este incremento de altitudes que van desde los 40 metros hasta los 1500, lo que le otorga una belleza incomparable a este concejo, en el que se pueden observar paisajes muy dispares.
En la siguiente tabla se representa la localización del concejo de Grado en Asturias mediante los límites con sus concejos vecinos:
| Noroeste: Concejo de Salas                        | Norte: Concejo de Candamo                         | Noreste: Concejo de Las Regueras           |
| Oeste: Concejo de Belmonte de Miranda             |                                                   | Este: Concejo de Oviedo                    |
| Suroeste Concejo de Belmonte de Miranda y Teverga | Sur: Concejo de Yernes y Tameza, Teverga y Proaza | Sureste: Concejo de Proaza y Santo Adriano |

### Hidrografía
El principal río del concejo de Grado es el Nalón, que discurre por la parte norte, muy cerca de la capital. El siguiente río en importancia es el Cubia, que discurre por la propia villa rodeado de un bonito paseo fluvial y finaliza como afluente del Nalón. Seguido de este, el río Sama, también afluente del Nalón, discurre por la parte este del concejo. Además, también discurren por el concejo los ríos Vega y Las Varas. La villa está atravesada por otros ríos como el Rodaco y el Martín; ambos de poca importancia.

## Fauna y flora
Con la vegetación de clima oceánico podemos disfrutar de enormes bosques de castaño, roble, haya, abedul, fresno y tejo, así como numerosos árboles monumentales. El color verde característico de la vegetación de este clima da frescura a esta tierra. Entre su fauna destacan el jabalí, gato montés, lobo, ardilla, nutria, comadreja, erizo, jineta, lechuza, ratonero común, tejón, zorro, venado, urogallo y ocasionalmente algún oso pardo, por otro lado en cuanto a artrópodos, la ribera del río Cubia alberga gran riqueza de libélulas y sus prados proveen de abundancia de mariposas.

Sobre el Concejo de Grado se redacta una tesis doctoral, Tesis-Universidad de Oviedo, Departamento de Biología de Organismos y Sistemas, 1991, denominada "Estudio de la flora y vegetación vascular del Concejo de Grado (Principado de Asturias) y sus contornos" cuyo autor es Juan José Lastra Menéndez, Catedrático de Botánica de la Universidad de Oviedo. ISBN 84-7468-362-9 que en su presentación dice:
"Se estudia la flora y vegetación vascular del concejo de Grado, el de Yernes y Tameza y de los contornos de ambos que están situados en la zona central asturiana. Se realiza un catálogo florístico que admite para la zona 1265 taxones diferentes, de los cuales 799 son nuevos para el territorio de estudio. Realiza un análisis de la vegetación que comprende a los bosques, matorrales, turberas y pastizales, también se incluyen las plantas cultivadas y se señalan los usos populares, farmacológicos, de interés apícola y otros, de los taxones más conocidos."

## Historia

### Prehistoria y Edad Antigua
Los restos más antiguos del concejo datan de la Edad de Bronce. De la Edad de Hierro quedan pocos restos, como algunos recintos castreños que, en realidad, no son más que simples peñascos fortificados.
De su época romana, a pesar de la abundancia de restos en concejos próximos, apenas hay testimonio. Esto se debe, en parte, a que la distribución actual de la población es muy distinta de la de entonces. 
No obstante, merece atención el tesorillo romano de Chapipi de fines del siglo IV y principios del V. Se trata de un conjunto de trece monedas de oro de los emperadores Constantino, Teodosio, Honorio y Arcadio; también un anillo de oro al que le falta la piedra que iría engastada en la parte superior. Se habrían ocultado en la cueva de Chapipi, en La Asniella (parroquia de Coalla) en la época de la desintegración del Imperio romano a causa de las invasiones germánicas. Fue descubierto en 1934 y se encuentra en el Museo Arqueológico de Oviedo, salvo tres monedas en el Arqueológico Nacional.

### Edad Media
Sí se conservan, en cambio, restos de su poder feudal, como son las torres fortificadas de Villanueva, Báscones y la torre de Coalla. De la Alta Edad Media se dispone de gran cantidad de documentación. Es evidente que Grado en aquella época no constituía una unidad, ya que la zona actual se repartía entre tres territorios muy diferenciados: Pramaro, Salcedo y Bayo o Grado.
No sería hasta el siglo XIII cuando se constituya la puebla que engloba las tres unidades de población y se extiende hasta Candamo. La creación de la villa fue impulsada por Alfonso X 'el Sabio', quién durante ese período había impulsado con el objetivo de mejorar el orden público debido a los abusos del clero y la nobleza. La nueva villa recibió el nombre de uno de los territorios que la conforma. El concejo y la diócesis ovetense llegaron a un acuerdo en el reparto de rentas. La villa se instaló en un lugar rico y frecuentado en las rutas del Camino de Santiago. Se trata, por tanto, de una villa típica del Camino con una estructura de calle central y casas a los laterales. La villa tenía una muralla y foso y consiguió un gran desarrollo, por lo que llegó a ser una de las más importantes de Asturias. La muralla, conocida en la época cómo cerca, no tenía una intención defensiva, sino más bien tenía el objetivo de delimitar la villa. Contaba con dos puertas, una hacia Oviedo y otra hacia el Occidente. Fue una villa de viva actividad que selló hermandad con diferentes concejos y regiones próximas.
Esta nueva ciudad fue dotada de un mercado, que solía celebrarse en el exterior de la muralla, normalmente cerca de la puertas. Además, la confluencia del Camino de Santiago con el Camín Real de la Mesa, proveniente de Castilla, le situaba en una posición privilegiada para el comercio ambulante.
En el siglo XIV, Grado no fue ajeno a la influencia de los grandes señoríos debido a que entró a formar parte de las tierras del conde Alfonso, bastardo de Enrique II de Castilla. Un siglo después pasó a la familia Quiñones. No conseguirá su autonomía hasta finales del siglo XV, aunque el Ayuntamiento siguió bajo el control, que ejerció el poder de forma unilateral hasta el siglo XVIII, pese a la fuerte oposición vecinal.

### Edad Moderna

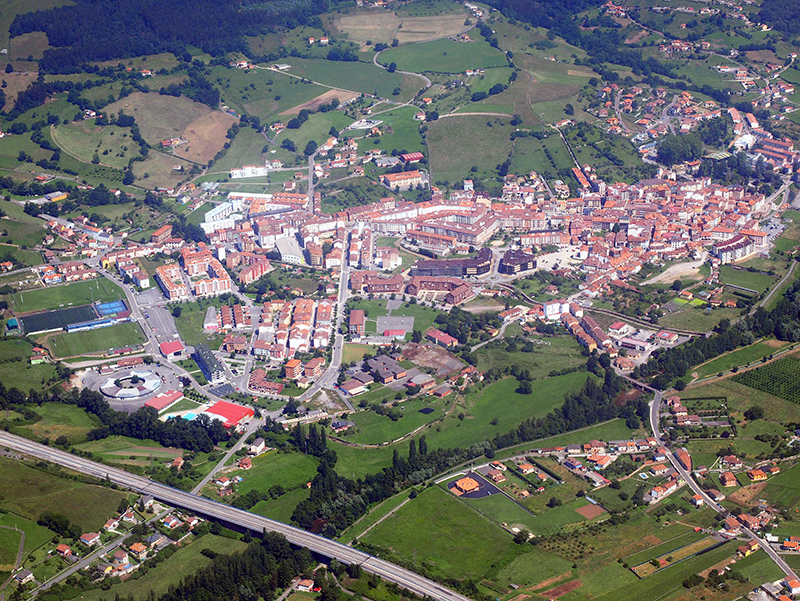
Vista aérea de la villa de Grado

En el siglo XVI, con la desamortización eclesiástica de Felipe II de España, algunas jurisdicciones señoriales cambiaron de manos. Así, el coto de Peñaflor fue redimido por sus habitantes y el coto de Priañes pasó a la casa de Dasmarinas al comprarlo, como muchos más que fueron cambiando de manos.
Fue en el siglo XVIII cuando las gentes de Grado ofrecieron al rey una cantidad a cambio de que pudieran elegir sus cargos concejales, ya que habían estado acaparados por unas pocas familias durante siglos. Será la Audiencia de Oviedo la que fallará en contra del monopolio de estas familias en 1774 y la Cancillería lo confirmará en 1783. Aun así, seguirán existiendo numerosos cotos en esta zona, que quedan fuera de la jurisdicción ordinaria y son competencia directa de un señor. En esta época subsisten aún, entre otros, los siguientes cotos: el coto de La Mata, el coto de Peñaflor, el coto de San Juan de Villapañada y el coto de Cabruñana.

### Edad Contemporánea
En el siglo XIX sucedieron acontecimientos importantes. La Guerra de la Independencia presentó en el concejo un especial protagonismo. Se creó un regimiento con mozos del lugar, que llevaba el nombre del concejo, y fue enviado a luchar lejos de su territorio. La villa fue invadida cuatro veces y esto tuvo fatales consecuencias en su patrimonio artístico. Las principales luchas del Principado tuvieron lugar en el desfiladero de Peñaflor, lugar que también tuvo importancia durante las guerras carlistas. 
Otros hechos destacables son los cambios en la configuración administrativa. Grado adquiere a finales del siglo XIX la misma configuración de nuestros días. Así, Candamo, que estaba integrado en Grado, intenta su separación, que logrará a finales de siglo. También en esta centuria se incorporan definitivamente a su jurisdicción los cotos señoriales.
En la primera mitad del siglo XX, Grado vivió una época de prosperidad impulsada por las comunicaciones férreas. Se convirtió en un centro exportador de productos agrícolas y ganaderos de primer orden. La boyante situación hizo sobresalir al pueblo por encima de otras localidades españolas contemporáneas y atrajo mucha población. Como centro comercial de importancia, se concentraron en la población servicios administrativos y numerosos establecimientos comerciales y de ocio. Los hoteles, cabarés, cafés, cines y teatros complementaban la atracción que proporcionaba el pujante comercio local y que proporcionaron cierta fama al pueblo durante décadas.
Debido a su situación en la Asturias central y cercana a Oviedo, Grado se vio afectado por la Revolución de 1934. Más tarde, durante la Guerra Civil quedó integrado en la zona republicana al principio. Fue, sin embargo, prontamente tomada por las columnas gallegas sublevadas de Teijeiro, que usó el concejo como cabeza de lanza para la ruptura del sitio a Oviedo. En octubre de 1937, buena parte de la localidad de Grado fue rodeada de alambradas y utilizado como campo de concentración de prisioneros republicanos. En un edificio conocido como el chalet del Campo (que actualmente permanece en pie) se realizarían interrogatorios con torturas diarias, del cual partían cada noche uno o dos camiones con cautivos para ser fusilados. Existen varias fosas comunes en la zona, siendo la más importante la gran fosa de El Rellán, donde posteriormente se instalaría una granja de cerdos; sólo en ella se estiman unas 300 víctimas enterradas. Según un estudio de la Universidad de Oviedo, hay hasta 47 militares desconocidos procedentes de Grado enterrados en el Valle de los Caídos. La villa alberga desde octubre de 2018 el primer museo público asturiano de la Guerra Civil, ubicado en el Museo Etnográfico y de Historia de Grado.
A partir de la mitad del siglo XX, Grado se ha especializado en la ganadería láctea con el abandono de sus zonas agrícolas y con una escasa industrialización.

## Demografía
Grado tenía a principios del siglo XX una población de 17 125 habitantes que descendió a 12 047 en su padrón municipal de 1996. Diez años después, en 2006, su padrón municipal contaba 10 997 habitantes, hasta llegar a los 9980 de 2017. A partir de 1950 empezó a perder población. Este éxodo coincide con el que se produjo en toda Asturias de la población rural, pero con una diferencia: aquí, a pesar de que esta se traslada a las ciudades del centro asturiano, también se dirige a la propia capital del concejo. El resultado refleja que las zonas rurales pierden un 61 % de población, mientras que en su capital se incrementa en un 74 %.
Traducido al ámbito económico, esto supone que el sector servicios se concentre casi su totalidad en Grado capital. El sector secundario da empleo casi exclusivamente en las edificaciones de obras públicas. Mientras que el sector primario queda relegado al segundo término con una pujante huerta.
Su pirámide de edad muestra un envejecimiento progresivo en el que los mayores de 60 años constituyen el 30 % de la población y las menores de 20 sólo son el 22%.
En el momento actual, el reparto de la población ha variado completamente diferente. Así, la mayor parte se concentra en la capital y en las parroquias situadas en la parte norte, las más próximas a la carretera N-634 y la reciente autovía A-63. Por el contrario, se despueblan las emplazadas en torno al valle de Cubia y sus afluentes, quedando totalmente deshabitada la de Santo Adriano del Monte.
Se mantiene a pesar de ello, una pujante huerta que lleva sus productos al mercado de la villa y a otros más lejanos, y una importante cabaña ganadera, con más de nueve mil cabezas, de las que más de cuatro mil son de raza asturiana. También cabe destacar que gran parte de la agricultura es de carácter autosuficiente y se ha reemplazado por la ganadería vacuna. De tres o cuatro vacas por casa, lo habitual en la economía antigua, se pasa a un número mucho mayor que en los últimos tiempos tiende a incrementarse. En un primer momento se encaminó a la producción lechera con la introducción de vacas frisonas, y, en la actualidad, se tiende a potenciar la vaca de raza asturiana; la vaca roxa que a su gran capacidad cárnica une una rusticidad basada en su adaptación a las condiciones ambientales.

### Del concejo
El municipio de Grado cuenta con una población de 9688 habitantes (INE 2024). La población del concejo de Grado ha disminuido progresivamente a lo largo de los últimos años. Los principales factores son el abandono de las actividades agrarias, que conlleva una pérdida importante de empleos, y una población envejecida como en el resto del país.
| Gráfica de evolución demográfica de Grado entre 1842 y 2021                                                         |
| |
| Población de derecho según los censos de población del INE Población de hecho según los censos de población del INE |

### De la villa
Sin embargo, la villa ha aumentado su población en los últimos años, todo ello motivado por el éxodo rural hacia la ciudad. La siguiente tabla contiene datos acerca de la población de la villa:
| Gráfica de evolución demográfica de la villa de Grado entre 2000 y 2015                 |
|                                                                                         |
| Fuente: Instituto Nacional de Estadística de España - Elaboración gráfica por Wikipedia |

### De las parroquias
La siguiente tabla muestra la población en el año 2015 de cada parroquia del concejo según el INE. 
| Parroquia | Población | Parroquia  | Población | Parroquia            | Población | Parroquia               | Población |
| --------- | --------- | ---------- | --------- | -------------------- | --------- | ----------------------- | --------- |
| Ambás     | 27        | El Fresno  | 120       | Rañeces              | 100       | Santianes               | 125       |
| Báscones  | 243       | Grado      | 7176      | Restiello            | 40        | Santo Adriano del Monte | 0         |
| Bayo      | 115       | Gurullés   | 252       | Rodiles              | 67        | Sorribas                | 30        |
| Berció    | 100       | La Mata    | 492       | Rubiano              | 21        | Tolinas                 | 13        |
| Cabruñana | 44        | Las Villas | 19        | Sama de Grado        | 138       | Vigaña                  | 24        |
| Castañedo | 233       | Peñaflor   | 231       | Sta. Mª de Grado     | 119       | Villamarín              | 19        |
| Coalla    | 119       | Pereda     | 168       | Sta. Mª de Villandás | 93        | Villapañada             | 179       |

## Transporte

### Carreteras
Autopistas y autovías
- A-63 Autovía Oviedo-La Espina: Oviedo - Trubia - Grado - Salas - La Espina

Red viaria del Estado
- N-634 Carretera paralela a la A-8: San Sebastián - Bilbao - Solares - Llanes - Oviedo - Grado- Luarca - Ribadeo - Baamonde - La Coruña

Red viaria autonómica y comarcal
- AS-237 Carretera Grado-Avilés: Grado - Grullos - La Peral - Avilés

- AS-311 Carretera Grado-Villabre: Grado - Villanueva - San Pedro - Villaldín - Villabre

- AS-312 Carretera Grado-Otero: Grado - La Mortera - Otero

- AS-313 Carretera Grado-Trubia: Grado - Reconco - Bayo - Sama de Grado - Trubia

### Autobús
Actualmente el transporte por autopista y carretera más usado es la línea regular de la empresa ALSA que comunica la villa con Oviedo. También dispone de una línea de la empresa TraviBus Grado-Candamo-Avilés y otras líneas interurbanas que comunican los núcleos rurales con la villa los días de mercado (miércoles y domingos).
La villa dispone ya desde finales de 2007 de una estación de autobuses con 5 dársenas y 2 paradas de taxi, situada en la avenida de los Deportes.

### Ferrocarril
La villa de Grado se encuentra dentro del trazado de las vías de FEVE de la línea Oviedo-San Esteban de Pravia, disponiendo de una estación con dos andenes y trenes cada hora.

### Aeropuerto
Grado se encuentra a unos 29 km del aeropuerto de Asturias.

## Administración y política

### Gobierno municipal

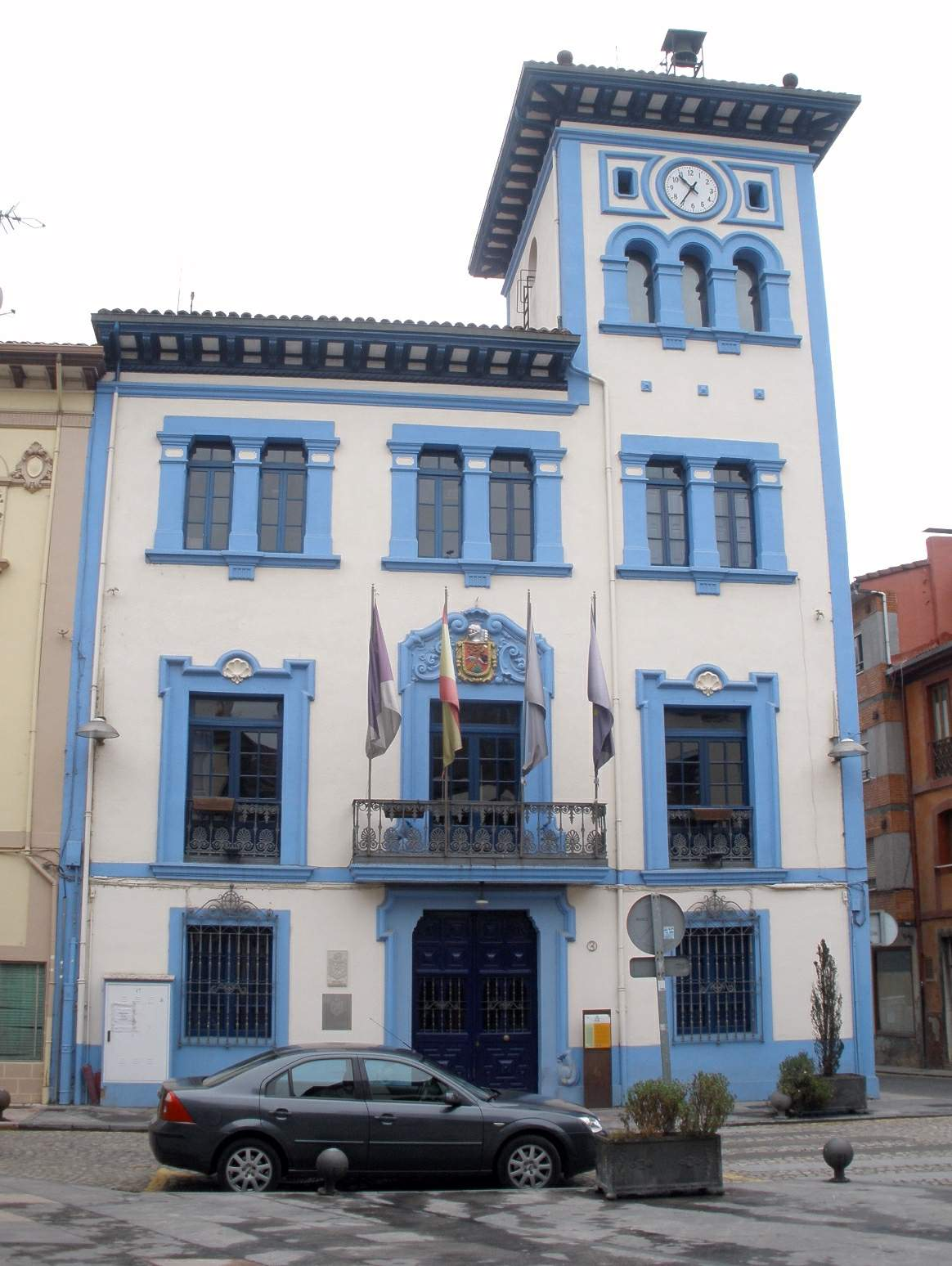
Casa consistorial

Desde 1979, el partido que más tiempo ha gobernado (unos 23 años) ha sido IU con José Sierra con solo 4 interrupciones.
En 2007, la tendencia cambió con la victoria del candidato del Partido Popular, Antonio Rey, quien ganó los elecciones de 2007, sacando 6 escaños y gobernó en coalición desde el 16 de junio de 2007, contando con el apoyo del grupo independiente AIGRAS que había obtenido 3 escaños.
En los elecciones de 2011, IU ganó el voto popular con una ventaja de casi 60 votos. Sin embargo, en el reparto de escaños, tuvo un empate técnico de 6 concejales con el PP. El PP volvió a acceder a la alcaldía renovando su pacto con AIGRAS (quienes le habían apoyado desde 2007) e incluyendo al recién llegado FAC que obtuvo un concejal por primera vez en 2011. Este pacto se resquebrajaría en 2013 con la expulsión de AIGRAS y sus 2 concejales del equipo de gobierno, quedando PP-FORO en minoría (7 concejales frente a 10) durante el resto de la legislatura.
En las elecciones municipales del 2015, Izquierda Unida volvió a la alcaldía con una mayoría absoluta de 9 concejales, eligiendo como su alcalde su cabeza de lista, José Luis Trabanco.
En 2019, Izquierda Unida logró 8 concejales, revalidadando su mayoría absoluta, y por tanto la alcaldía, con José Luis Trabanco al frente.
| Periodo   | Nombre                  | Partido | Partido                                                                      |
| --------- | ----------------------- | ------- | ---------------------------------------------------------------------------- |
| 1979-1987 | José Sierra Fernández   |         | Partido Comunista de España (PCE)                                            |
| 1987-1995 | José Sierra Fernández   |         | Izquierda Unida (IU)                                                         |
| 1995-1999 | Alfredo Martínez Cañedo |         | Federación Socialista Asturiana (FSA-PSOE)                                   |
| 1999-2003 | José Sierra Fernández   |         | Izquierda Unida (IU)                                                         |
| 2003-2004 | Alejandro Patallo Calo  |         | Federación Socialista Asturiana (FSA-PSOE) Grupo Mixto (14 de junio de 2003) |
| 2004-2007 | José Sierra Fernández   |         | Izquierda Unida (IU)                                                         |
| 2007-2015 | Antonio Rey González    |         | Partido Popular (PP)                                                         |
| 2015-2027 | José Luis Trabanco      |         | Izquierda Unida (IU)                                                         |

| Partido político    | Partido político                                                                                | 1979   | 1983   | 1987   | 1991   | 1995   | 1999   | 2003   | 2007   | 2011   | 2015   | 2019   | 2023   |
| Partido político    | Partido político                                                                                | Ediles | Ediles | Ediles | Ediles | Ediles | Ediles | Ediles | Ediles | Ediles | Ediles | Ediles | Ediles |
|                     | Partido Comunista de España (PCE)-Izquierda Unida (IU)-Bloque por Asturies (BA)-Los Verdes (LV) | 7      | 10     | 10     | 9      | 5      | 6      | 8      | 5      | 6      | 9      | 8      | 7      |
|                     | Alianza Popular (AP)-Partido Popular (PP)                                                       | 3      | 4      | 3      | 2      | 7      | 3      | 3      | 6      | 6      | 4      | 2      | 4      |
|                     | Federación Socialista Asturiana (FSA-PSOE)                                                      | 3      | 3      | 2      | 4      | 4      | 5      | 6      | 3      | 2      | 3      | 2      | 2      |
|                     | Agrupación Independiente de Grado (AIGRAS)                                                      | —      | —      | —      | —      | —      | —      | —      | 3      | 2      | 0      | —      | —      |
|                     | Foro Asturias (FAC)                                                                             | —      | —      | —      | —      | —      | —      | —      | —      | 1      | 1      | 0      | —      |
|                     | Unión de Centro Democrático (UCD)-Centro Democrático y Social (CDS)                             | 4      | —      | 2      | 1      | —      | —      | —      | —      | —      | —      | —      | —      |
|                     | Candidatura Independiente Moscona (CIM)                                                         | —      | —      | —      | 1      | 1      | —      | —      | —      | —      | —      | —      | —      |
|                     | Unión Renovadora Asturiana (URAS)-Partíu Asturianista (PAS)                                     | —      | —      | —      | —      | —      | 3      | 0      | 0      | —      | —      | —      | —      |
|                     | Ciudadanos (CS)                                                                                 | —      | —      | —      | —      | —      | —      | —      | —      | —      | —      | 1      | —      |
| Total de concejales | Total de concejales                                                                             | 17     | 17     | 17     | 17     | 17     | 17     | 17     | 17     | 17     | 17     | 13     | 13     |

Alcaldes anteriores a 1979

### Organización territorial
El concejo de Grado está formado por 28 parroquias.
- Ambás
- Báscones
- Bayo
- Berció
- Cabruñana
- Castañedo
- Coalla
- El Fresno
- Grado
- Gurullés
- La Mata
- Las Villas
- Peñaflor
- Pereda
- Rañeces
- Restiello
- Rodiles
- Rubiano
- Sama de Grado
- Santa María de Grado
- Santa María de Villandás
- Santianes
- Santo Adriano del Monte
- Sorribas
- Tolinas
- Vigaña
- Villamarín
- Villapañada

A su vez, las parroquias se dividen en pequeños núcleos de población (aldeas, pueblos, caserías, lugares,...), de los que Grado cuenta con 192.

## Patrimonio

### En la villa

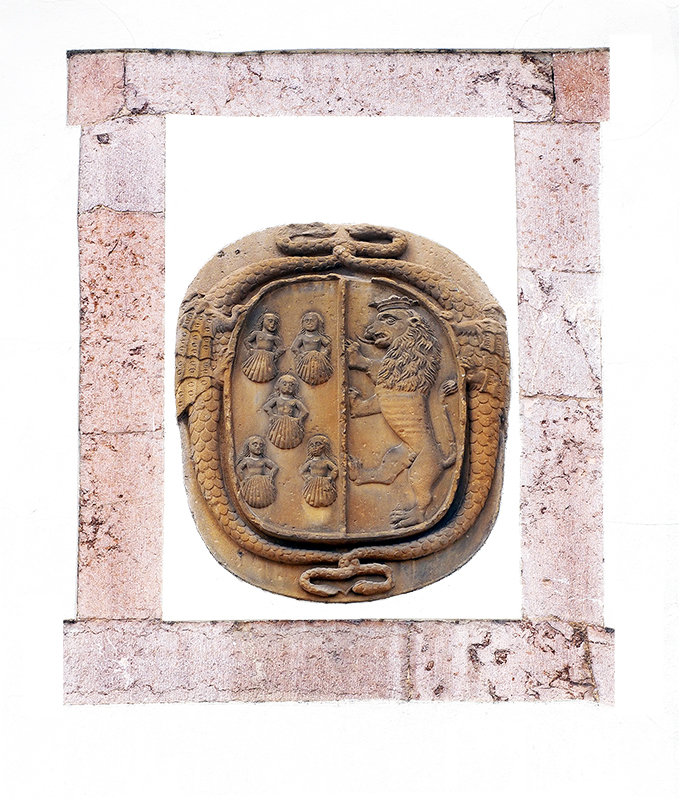
Escudo Palacio de los Miranda-Valdecarzana Ponce de León

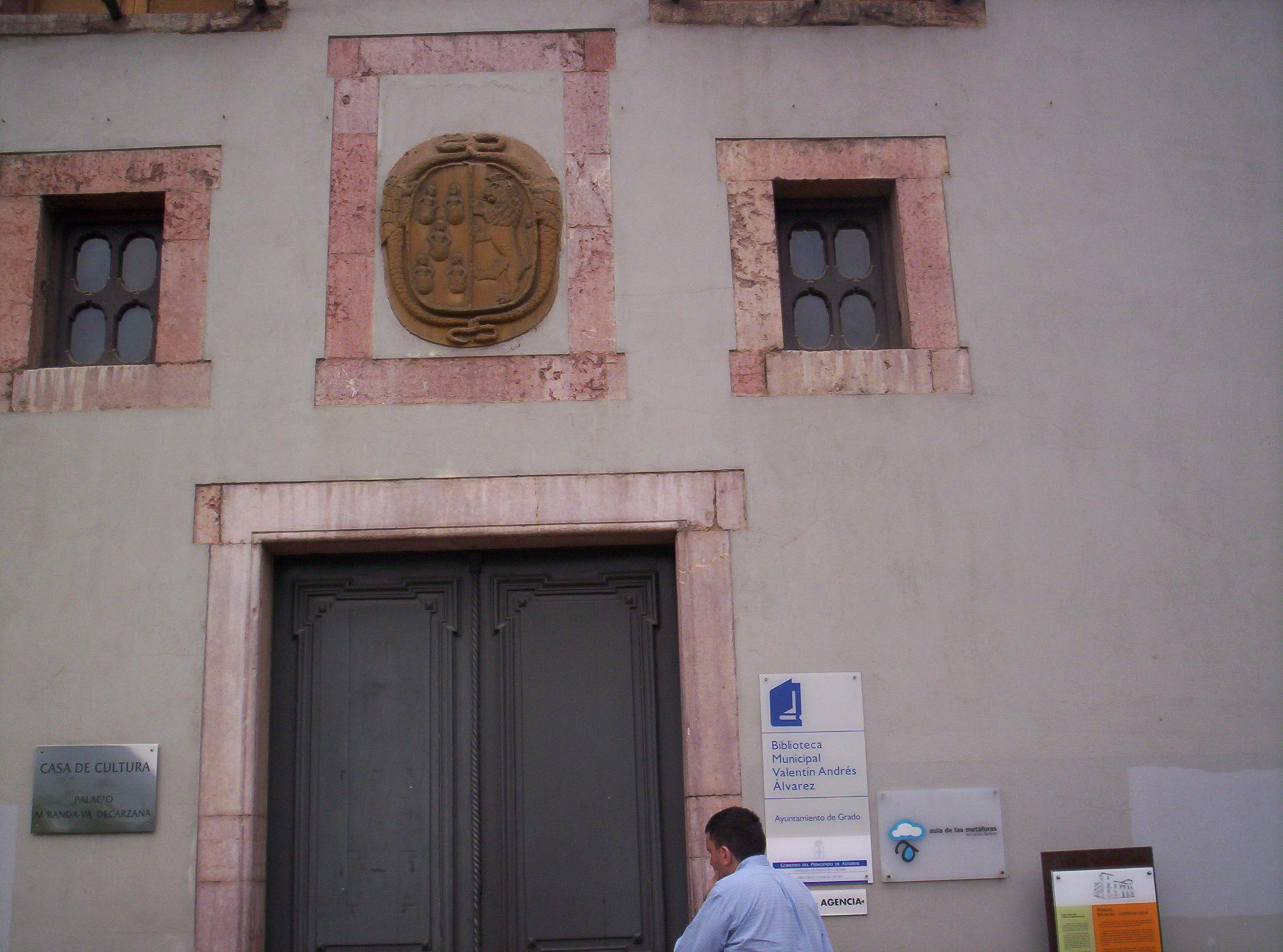
Palacio de Miranda-Valdecarzana con el escudo de los Miranda Ponce de León

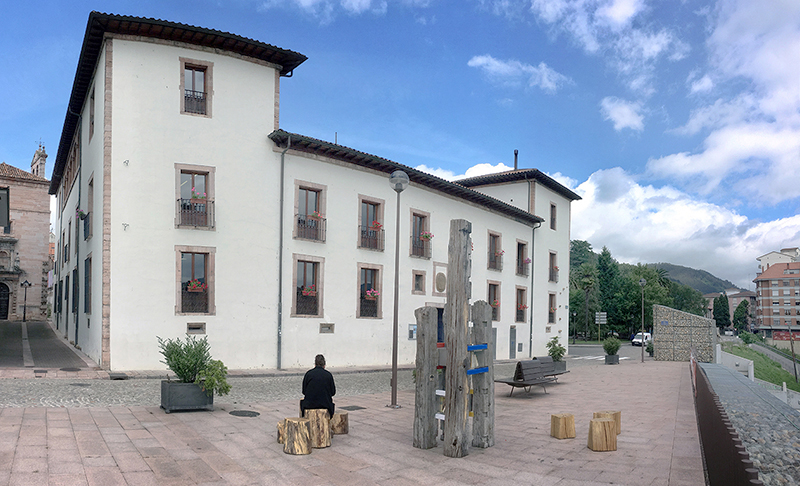
Casa de Cultura, biblioteca, salón de plenos, plaza de Eliseo Nicolás y Biblio-árbol (2016)

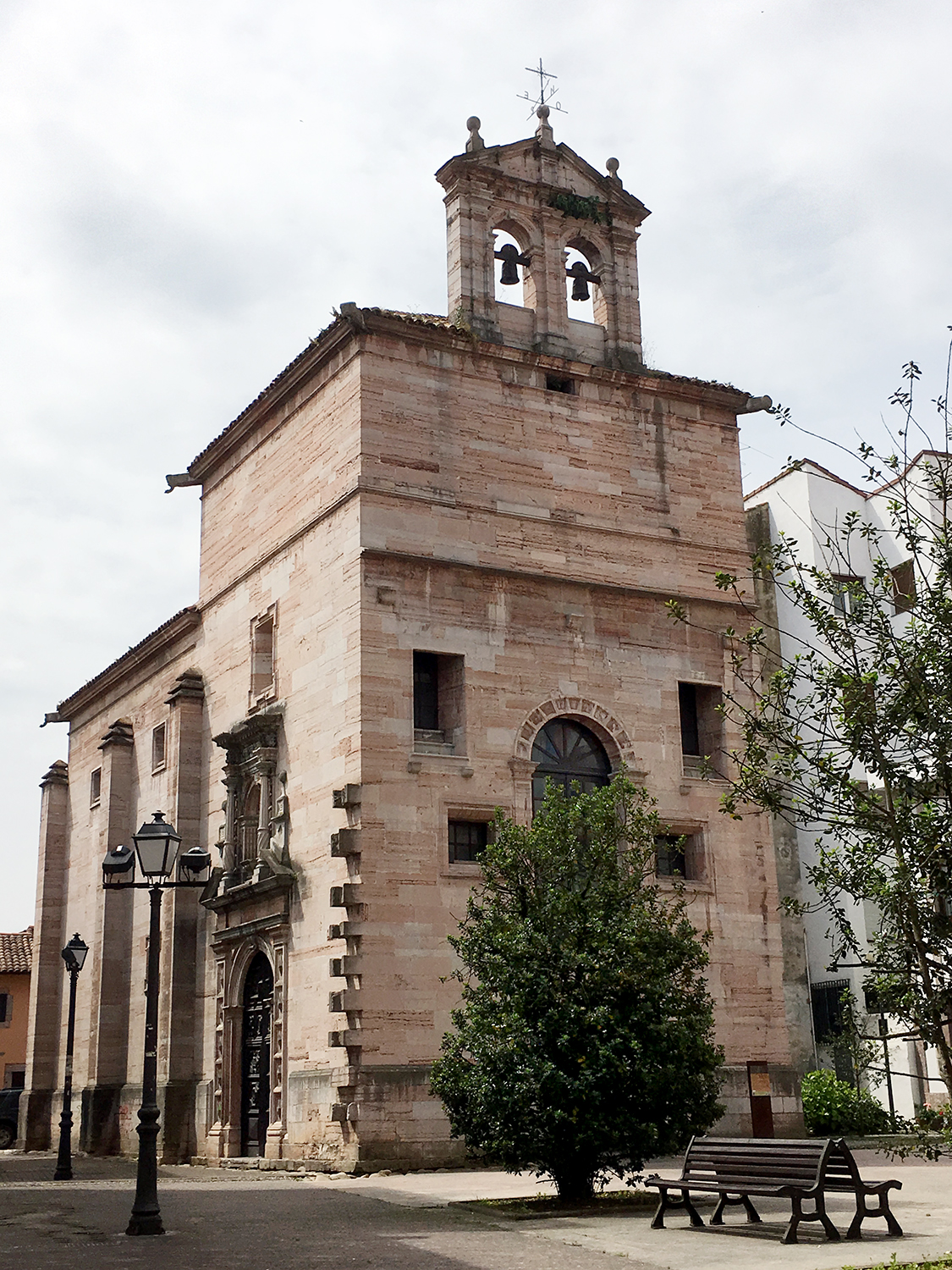
Capilla de los Dolores

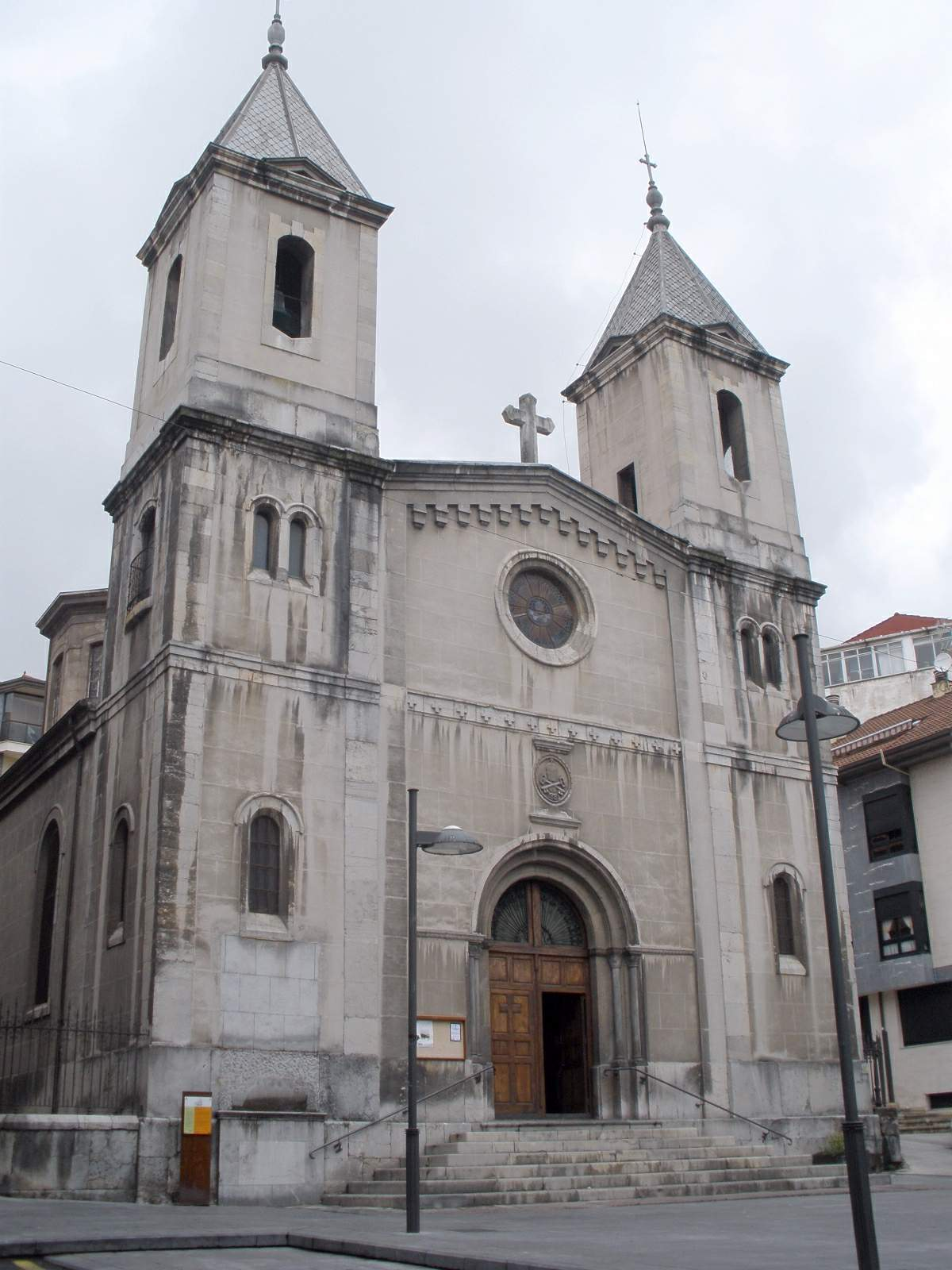
Iglesia de San Pedro

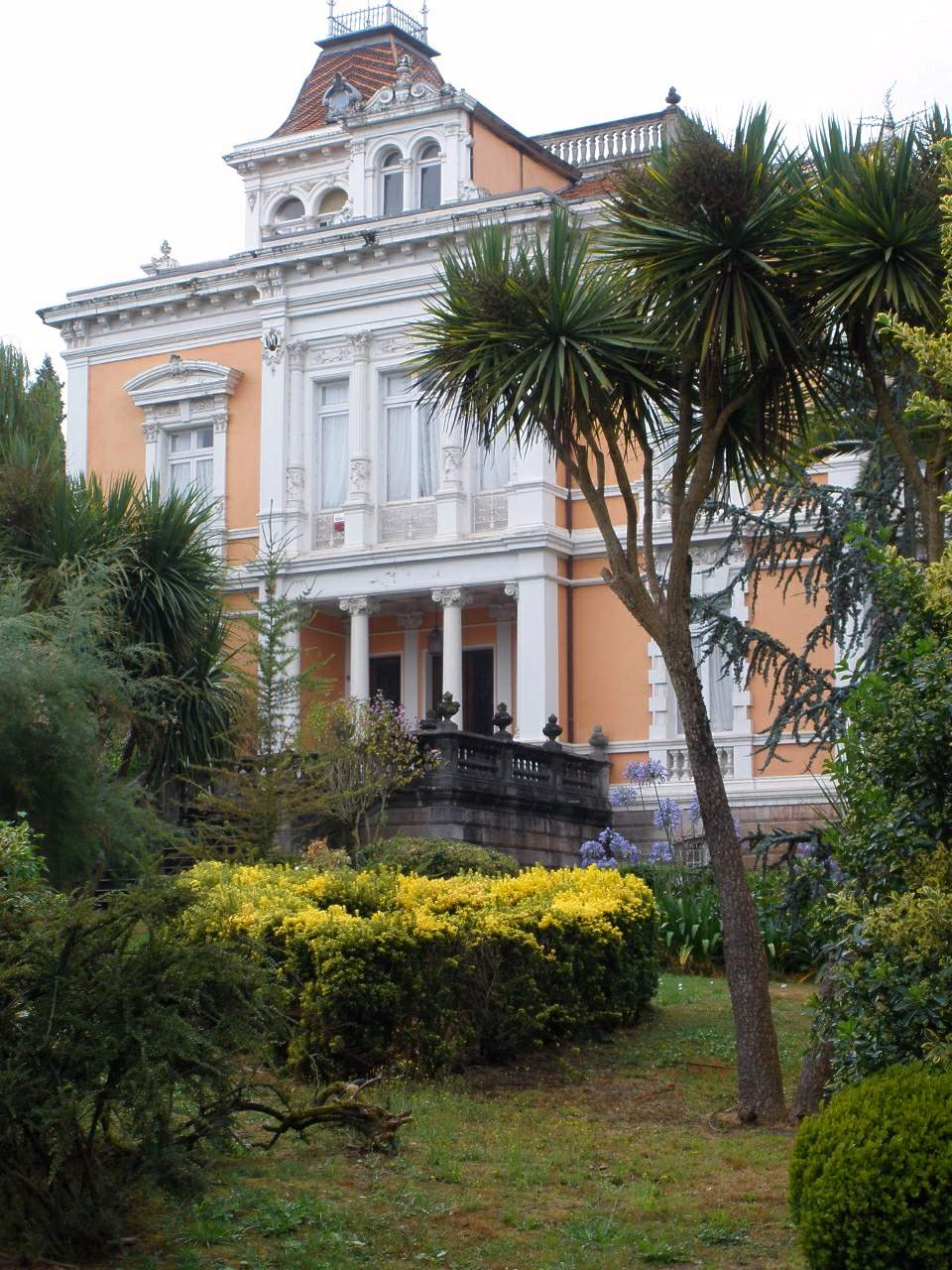
Palacete Velázquez, más conocido como El Capitolio

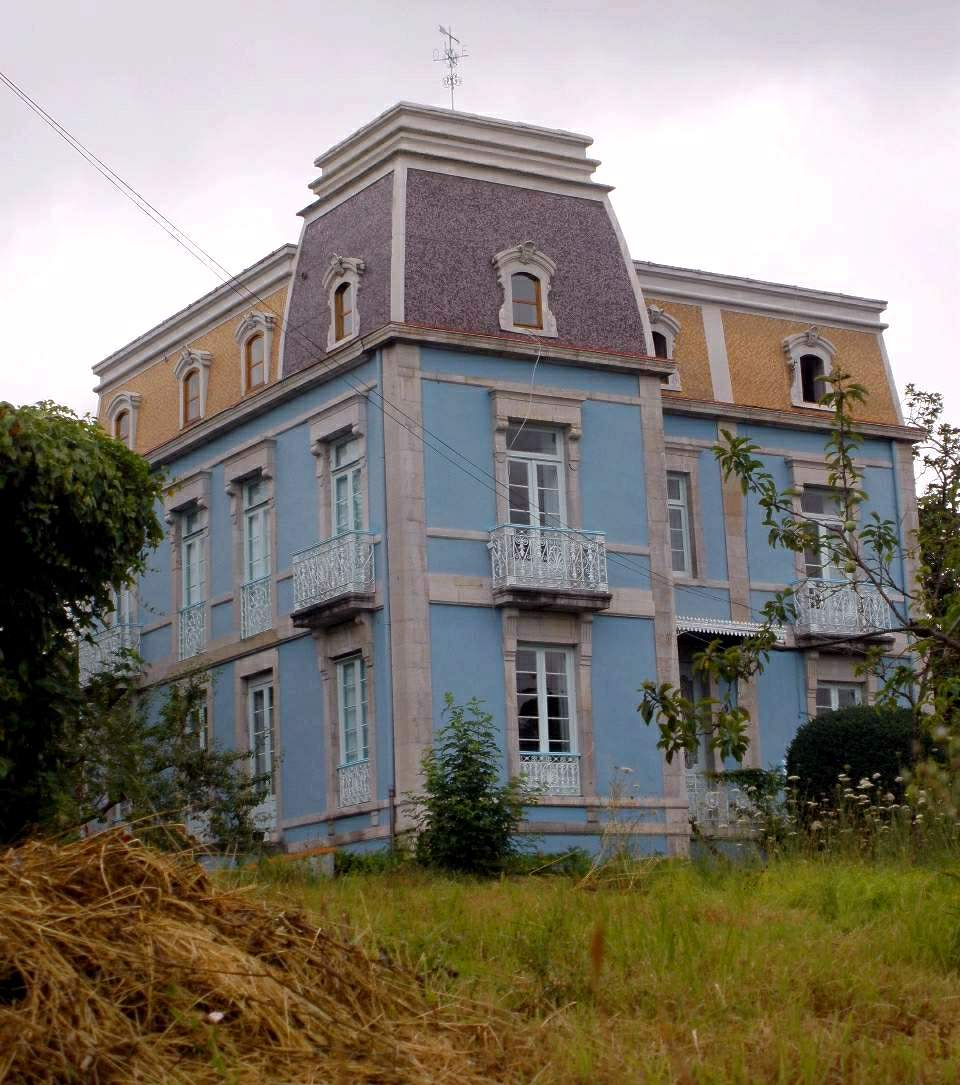
Palacete El Calabión

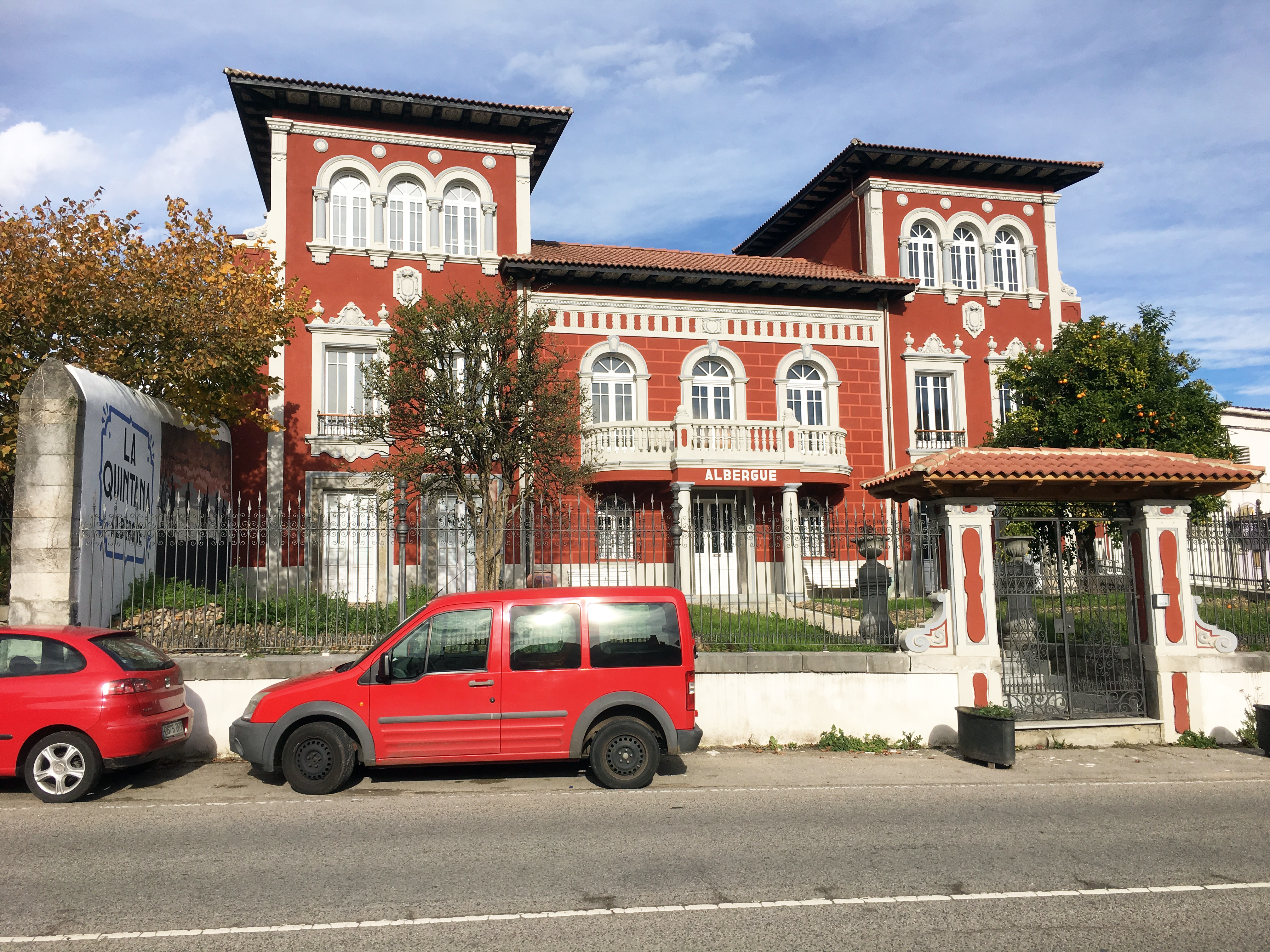
Palacete La Quintana, reconvertido desde 2018 en albergue en el Camino de Santiago Primitivo

La villa de Grado apenas conserva restos medievales, exceptuando algunos fragmentos de la muralla (en proceso de rehabilitación). En cambio, tiene un importante patrimonio del siglo XIX. En el conjunto monumental destacan:
- Capilla de los Dolores: la capilla de los Dolores barroca, del siglo XVIII, está declarada Monumento Histórico Artístico. Presenta una fábrica de sillares de planta rectangular, que se divide en tres tramos: el delantero más alto con cúpula sobre pechinas y los otros dos con bóveda de medio punto. Su exterior se caracteriza por unos elevados contrafuertes. Su puerta muestra un arco de medio punto flanqueado por pilastras. Sobre ella se observa una hornacina enmarcada por columnas.

- Palacio de Miranda-Valdecarzana: el palacio de Miranda-Valdecarzana es Monumento Histórico Artístico y forma un conjunto monumental con la Capilla de los Dolores. Su estructura primera es de origen medieval, del siglo XV, pero con una reforma profunda del siglo XVIII. La entrada da acceso a una escalera monumental que conduce a un hay un patio sustentado por columnas octogonales.

- Iglesia parroquial de San Pedro: la iglesia parroquial, construida entre 1884 y 1890, es un templo de grandes dimensiones con elementos neorrománicos. Posee una planta rectangular con cabecera cuadrada y tres capillas. Su fachada principal está enmarcada por dos torres.

- El Capitolio: el Palacio Velázquez, más conocido como El Capitolio, es un suntuoso chalet de campo con estructura de dos plantas, con grandes ventanas y una torre de cuatro plantas. Su entrada principal cuenta con un pórtico jónico y escalera de acceso. La casa se completa con un profuso jardín.

- La serie de palacetes indianos a lo largo de la calle Eulogio Díaz Miranda, construidos entre finales del siglo XIX y principios del XX. Calle abajo, partiendo desde El Capitolio, se halla : Villa Granda, el Palacete de la Familia Martínez, el palacete del portal 26, La Quintana y El Calabión.

- Ayuntamiento: del siglo XIX.

- Palacio de la Marquesa de Fontela: También conocido como Casa de Cienfuegos, es de estilo regionalista, construido en el siglo XVIII.

- Palacete de los Casares: con dos pisos y planta rectangular. Destaca su tratamiento de las ventanas, que mezcla diferentes vanos como son miradores acristalados y balcones con repisa saliente o en haz con antepecho de hierro.

- Casa de los Fernández Miranda: en la plaza del Ayuntamiento.

- Casa de los Arcos: asomada a la plaza del General Ponte.

- Palacio de Indalecio Corujedo.

### En el concejo
- Torre de Villanueva, en Villanueva: la torre, del siglo XV, es de planta cuadrada y de gran altura, con cinco pisos con saeteras y matacanes. El edificio formó parte de un castillo propiedad del Conde Gonzalo Peláez de Coalla. El palacio y la capilla son de época posterior. El conjunto de torre, palacio y capilla está declarado Monumento Histórico Artístico.

- Iglesia de San Martín, en Gurullés: data de 1117 y es la tercera iglesia asturiana de estilo romano en antigüedad. Presenta una nave única con cabecera semicircular. Su portada principal es de tres arquivoltas de medio punto sobre columnas.

- Iglesia de Santa María, en Restiello: conserva pinturas murales del siglo XVI que representan escenas de la Crucifixión de Cristo y constituyen el conjunto pictórico de mayor valor artístico y cultural del concejo de Grado.

- Santuario de Nuestra Señora del Fresno, en El Fresno: santuario de gran devoción popular, de estilo barroco (siglos XVII-XVIII), con reformas posteriores.

- Iglesia de San Juan, en Peñaflor: románica.

- Iglesia de San Vicente, en Castañedo: románica.

- Iglesia de Santa Eulalia, en La Mata: románica, conserva un sepulcro que la tradición atribuye al obispo Adulfo.

- Casa de la Obispalía, en Peñaflor: sobre la puerta está el escudo con timbre eclesiástico, mezcla de estilo popular y culto.

- Puente de Peñaflor: construido en el siglo XII y reconstruido en sucesivas ocasiones, tiene un alto valor histórico como vía de entrada del Camino de Santiago en el concejo de Grado y por haberse librado allí una batalla contra las tropas napoleónicas en 1809.

- Santa Julita y Villa Ramoncita, en Castañedo: vistosos palacetes del siglo XIX. El primero de ellos construido por orden del primer Marqués de la Vega de Anzo, que, además, cuenta con capilla. Ambos están rodeados por jardines.

- Palacio de los Condes de Agüera, en Agüera: del siglo XVIII, con planta rectangular y un piso. Está hecho en mampostería y sillar, este para enmarque de vanos y esquinas. La pequeña capilla, llamada de los Dolores, está separada, y sus campanas son de madera.

- Castillo de los Ferrera, en Báscones: torreón del siglo XV, al que posteriormente se le añadieron un palacio y una capilla.

- Torre del Conde Peláez, en Coalla: restos de un torreón gótico, propiedad del Conde de Coalla, hoy día integrados en una vivienda particular. La construcción cumplió funciones de torre señorial, cárcel, ayuntamiento y cantina.

- Palacio de los Díaz Miranda, en Bayo: presenta una portada adintelada con el escudo familiar. El conjunto se completa con una capilla.

- Palacio de Bayo, en Bayo: construcción del siglo XVIII, que perteneció a la familia Cienfuegos y a la que se halla adosada una capilla con portada de rejería y retablo. Todo el conjunto está rodeado por jardín y muro de mapostería.

### Parques y jardines

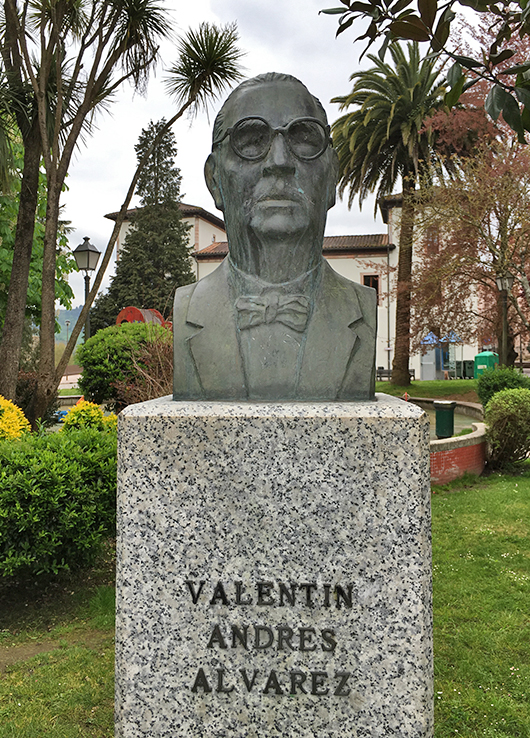
Parque de San Antonio, Busto de Dº Valentín Andrés Álvarez

La villa de Grado tiene en la actualidad numerosos parques y algunos jardines. 

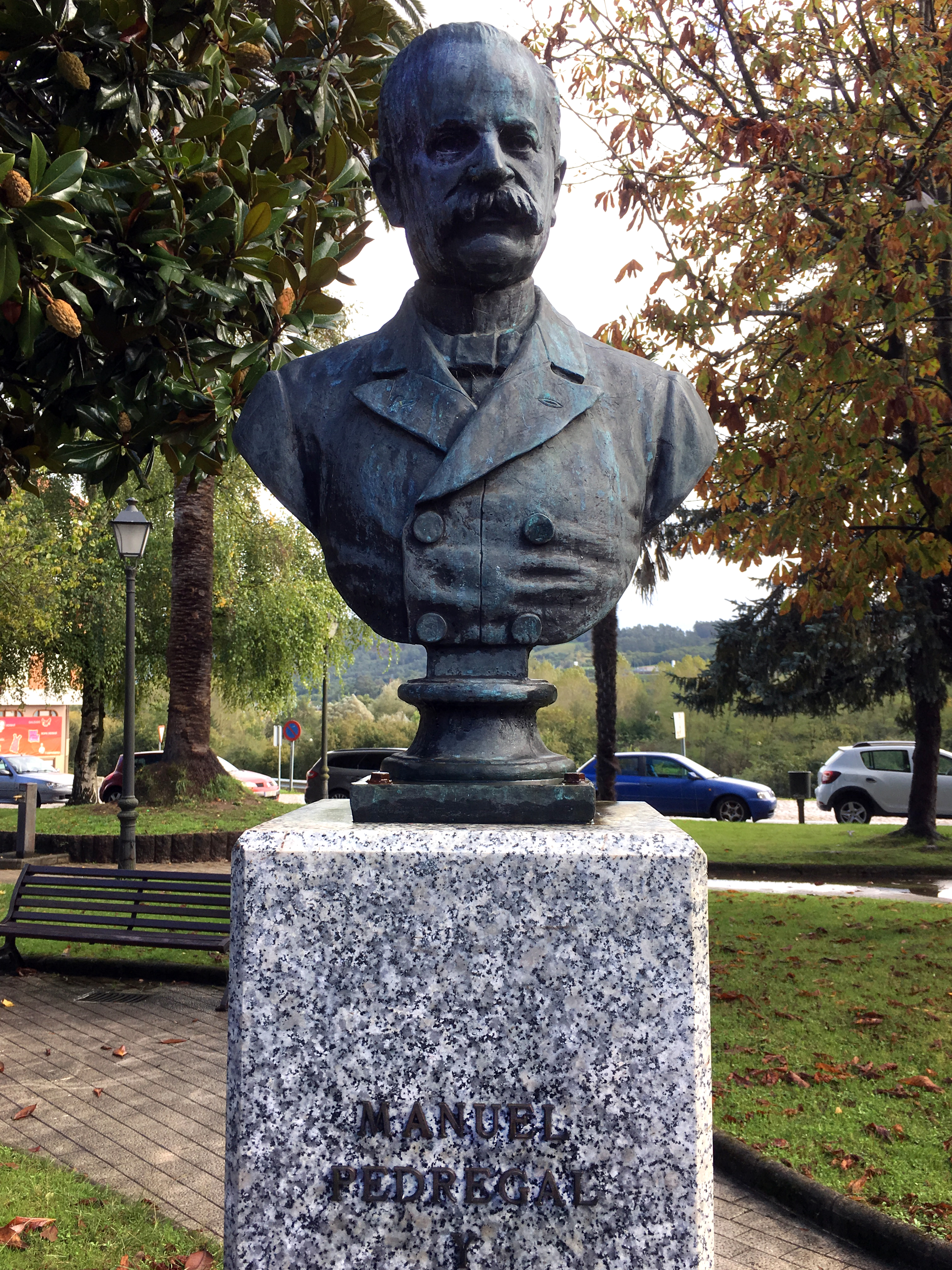
Parque de San Antonio (o "de abajo"), busto de Dº. Manuel Pedregal

- Parque de San Antonio (o "de abajo"): parque de estilo francés que dispone de zonas de juego para niños y espacios de encuentro para adultos. Dispone, además de un tablero de ajedrez gigante y un kiosco de información turística. Originalmente estaba atravesado por lo que hoy es la carretera nacional N-634. En los años 60 del siglo XIX se trasladó a su discurrir actual entre los dos parques públicos. Históricamente, su origen se sitúa a principios del siglo XX, en los intentos de la villa de dotarse con instalaciones que diesen a la población una imagen de prosperidad y metropolitanismo. En 1993 el parque sufrió una reforma radical que le hizo perder su aspecto de jardín romántico.

- Parque Manuel Pedregal (o "de arriba"): de una antigüedad similar al anterior parque, probablemente sea el de mayor superficie de la villa. Fue concebido como parque veraniego complementario al anterior. Por esta razón, su superficie está prácticamente cubierta de árboles con el propósito de ofrecer sombra. Tradicionalmente se ha usado como espacio para verbenas, ferias y festejos públicos, especialmente las festividades locales de Santa Ana y la Flor. Dispone de un frontón para prácticas deportiva y una pista asfaltada. Además de "La Panera", una construcción que imita un granero típico de la arquitectura rural asturiana similar al hórreo y donde se instalan distintas agrupaciones locales.

- Parque de la Memoria Histórica: es el parque más reciente de Grado y se inauguró a principios de 2007 con el nombre de parque de El Cortijo. En su actual denominación se inauguró el nueve de abril de 2016.

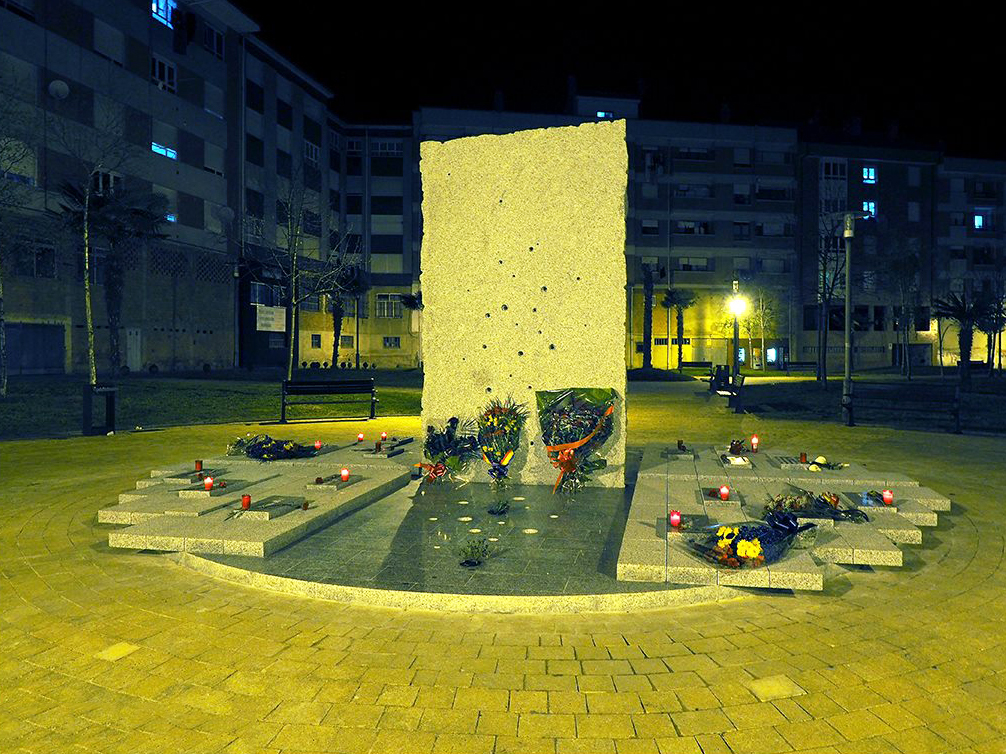
Monumento Memoria herida, en el parque de la Memoria Histórica

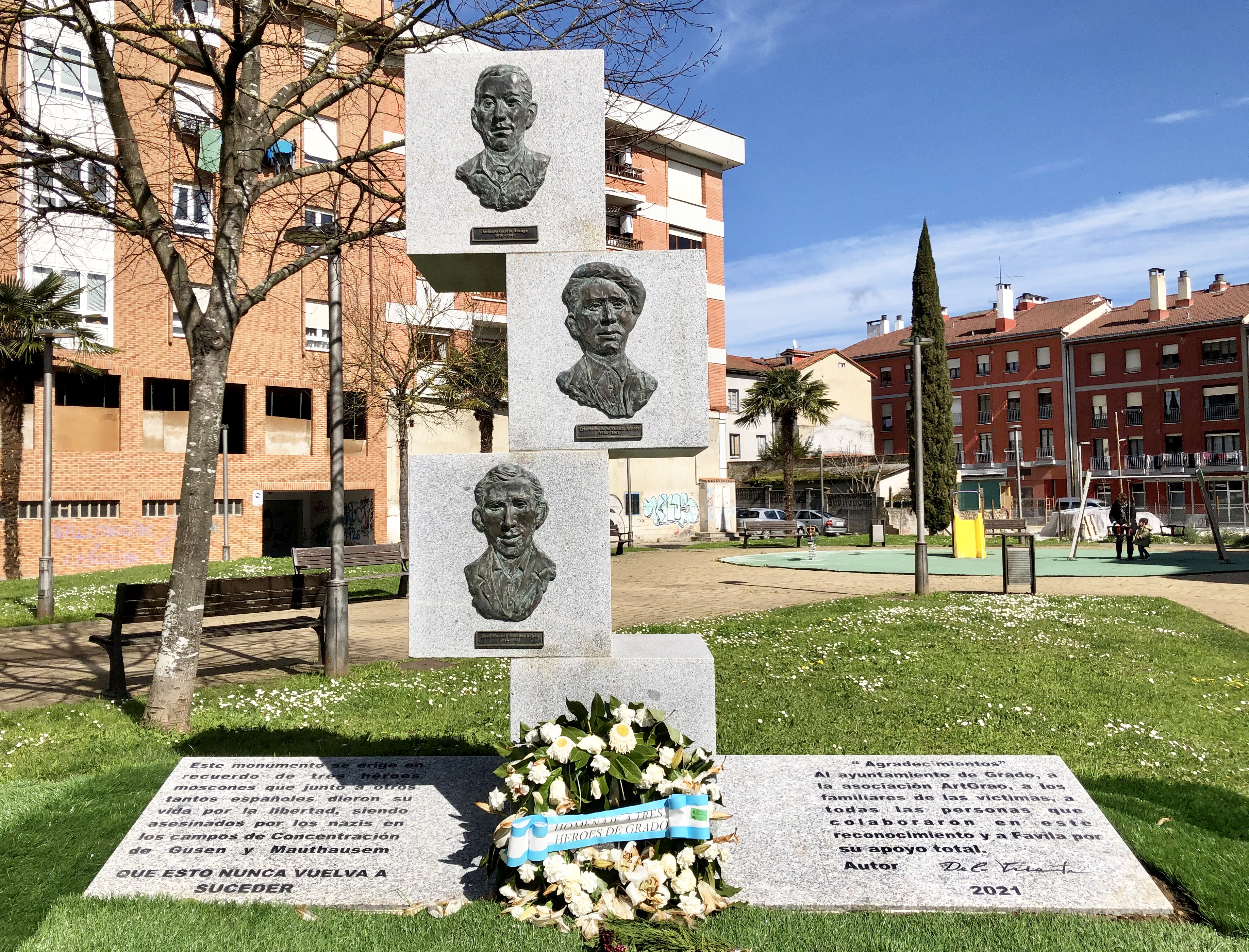
Monumento en memoria de las víctimas de ciudadanos de Grado fallecidos en campos de concentración nazis

- Paseo del Río Cubia: producto de la reordenación del entorno fluvial del río Cubia. Inaugurado en 2007, Recupera un entorno más agreste y respetuoso con la vida fluvial que las remodelaciones anteriores y proporciona una mayor área de esparcimiento para la población.

- Jardín de Mariposas y Polinizadores Aguas del Cubia: inaugurado en 2009 en el entorno fluvial y lacustre del río Cubia, el jardín contiene las necesarias plantas hospederas y nutricias para que las Mariposas puedan desarrollarar su ciclo vital completo y plantas nectaríferas u ornamentales para las Mariposas y demás insectos polinizadores.[29]

En el año 2018 se instala una novedosa estructura, un "Refugio de insectos" que provee de una distribución interna que sirve como refugio a insectos beneficiosos para la agricultura. 

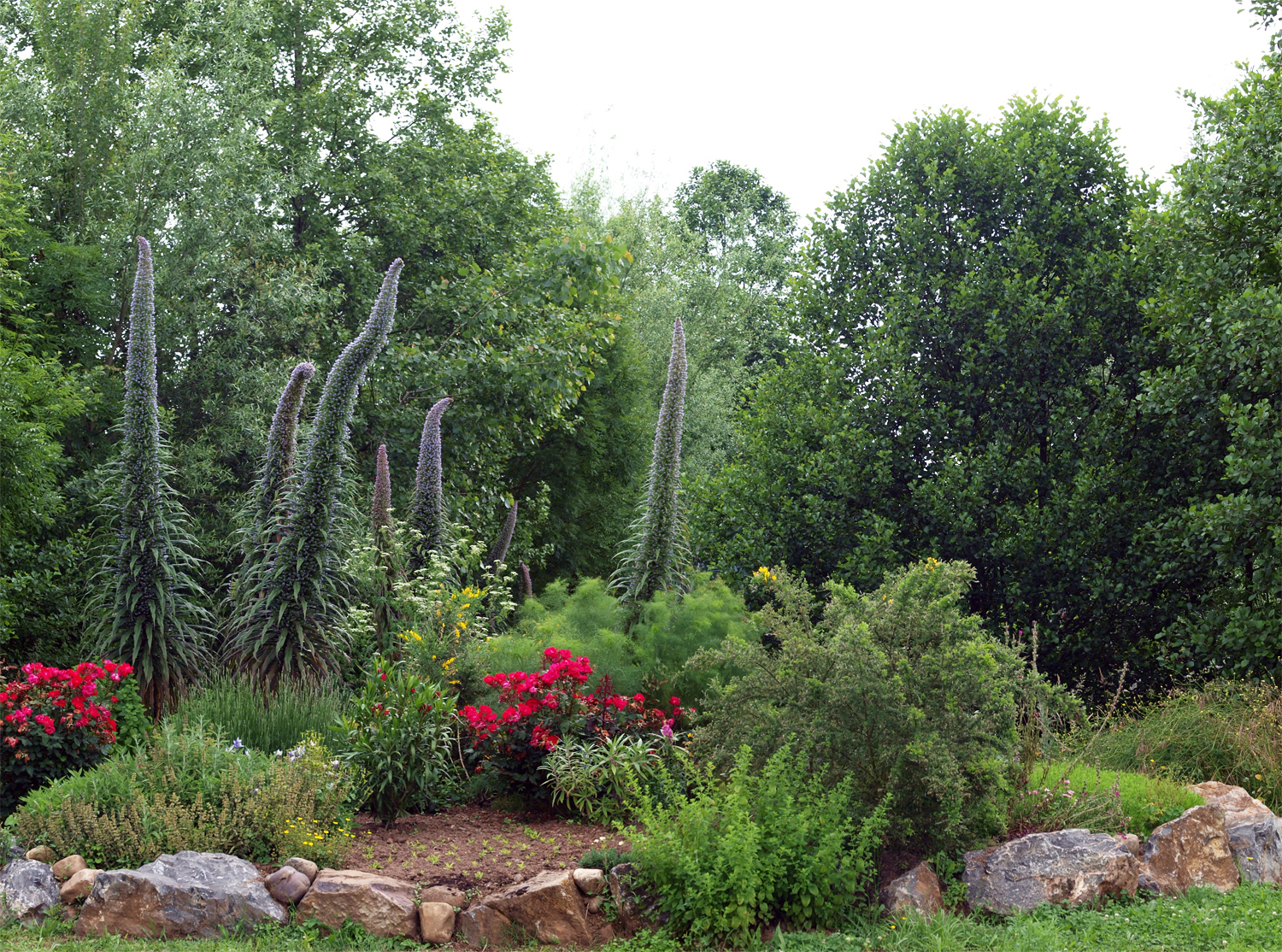
Uno de los parterres del jardín de Mariposas y Polinizadores
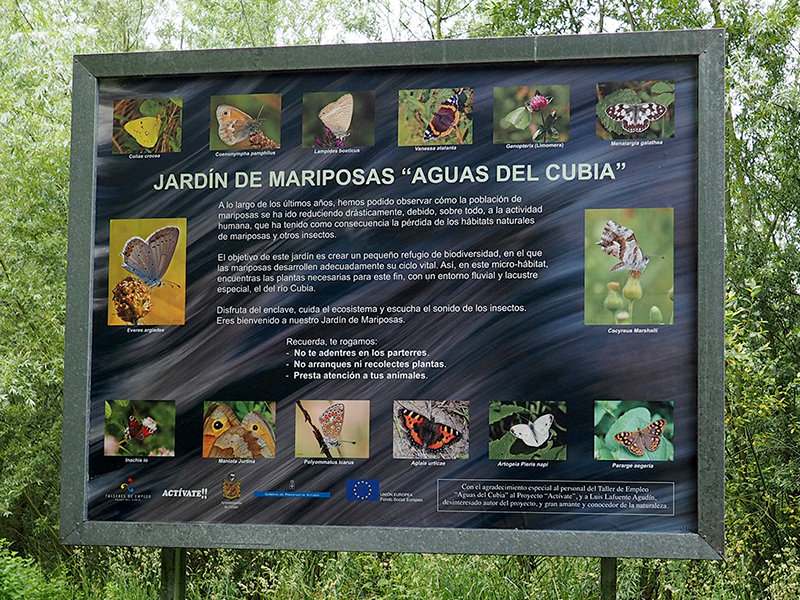
Jardín de Mariposas
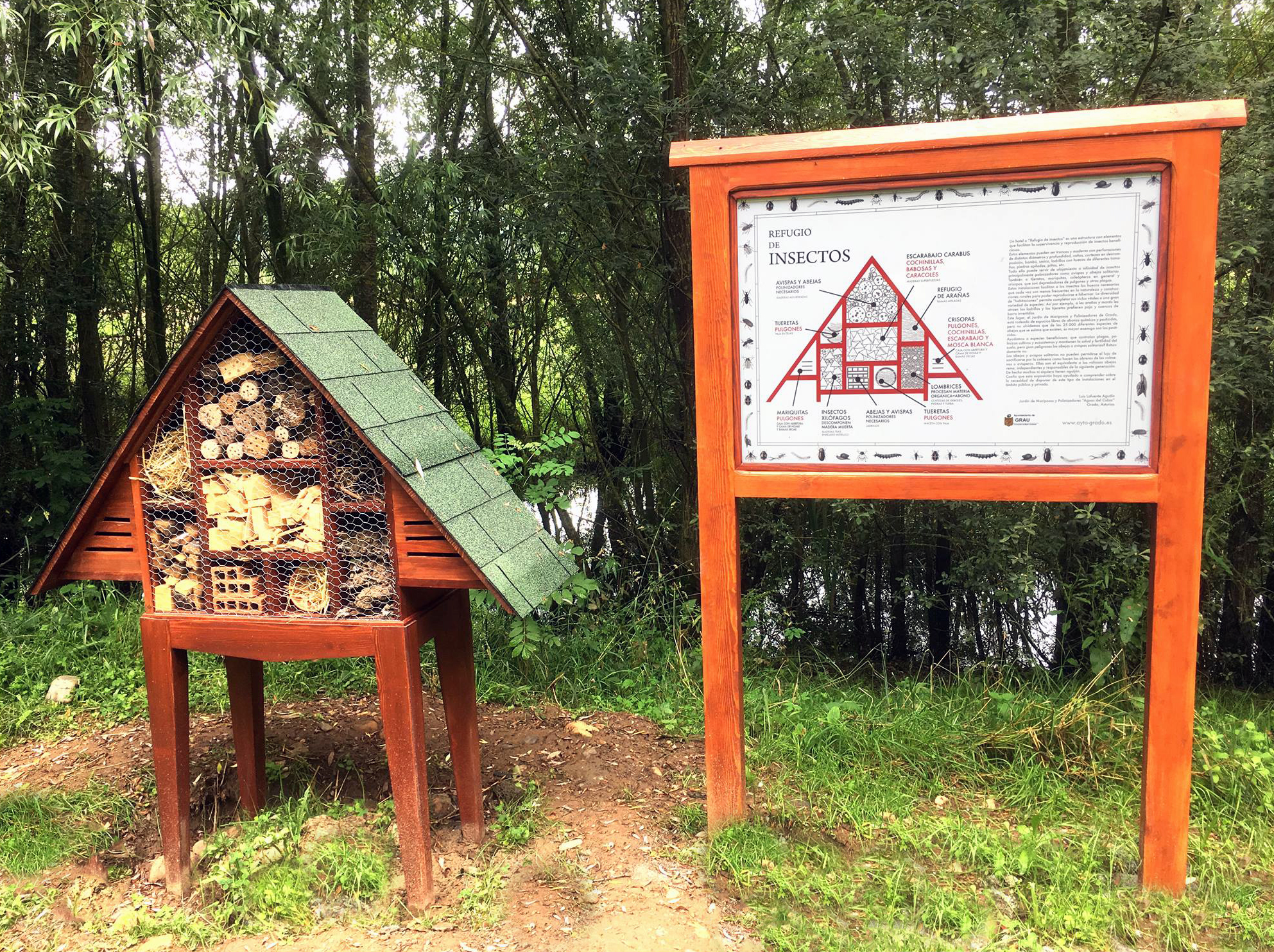
Refugio de Insectos, jardín de Mariposas

## Cultura
En la villa de Grado se celebran numerosos fiestas y actos festivos, entre los que destacan:

### Mercadones

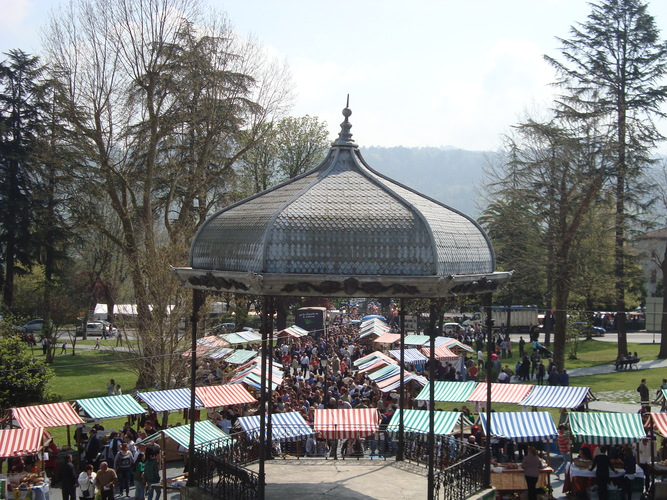
Mercadón del Primer Flor de Grado desde el parque de arriba

- Fiesta de la Primera Flor y Mercadon: es uno de los mercados más emblemáticos de la villa, que se viene realizando desde décadas. Es la primera feria comercial del año que auspicia el inicio de la primavera motivo del que deriva el nombre de la Primera Flor. En un principio estaba dedicada a la venta de jamones adquiriendo dicha mercancía fama en toda la Región. Con el paso del tiempo ese carácter temático de la Feria de la Primera Flor se ha ido perdiendo, orientando la venta a otro tipo de mercancía más variada. Se celebra el domingo siguiente al domingo de Pascua. Grado acoge múltiples actos culturales y festivos. Se celebra con una romería y verbena en las calles del centro de la villa.

- Fiesta de la Segunda Flor y Mercadón de primavera: se celebra seis domingos después de la primera y, al igual que la anterior, acoge numerosos actos. Cabe destacar la celebración del Mercadón de primavera además de certámenes de artesanía asturiana, el Mercado del Mundo y la Feria de la Escanda.

- Mercadón y Salón Gastronómico de Afuega'l Pitu: desde 2007 se celebra en Grado, reconociendo su liderazgo en la producción de este queso Asturianu, el Salón Gastronómico de Afuega'l Pitu. El Salón intenta destacar este queso como ingrediente de referencia para la alta cocina y promocionar su uso en platos elaborados (en contraste de su consumo tradicional como queso de mesa). La edición de 2007 incluía la publicación de un libro de 30 recetas elaborado por cocineros de gran prestigio de toda Asturias y uno de Madrid, destacando entre ellos restaurantes como Casa Conrado, Restaurante Paladares, y Casa Gerardo. La edición de 2008 seguía la promoción de Afuega'l Pitu en la alta cocina con una degustación abierta al público de recetas de pinchos "gourmets" de Afuega'l Pitu elaboradas por Pedro y Marcos Morán, de Casa Gerardo. En 2009 se celebró con un mercadón con degustación popular de Afuega'l Pitu presidido por el crítico gastronómico David Fernández y el Primer Concurso de Pinchos de queso de Afuega'l Pitu, todo ello con la colaboración del concejo regulador de Afuega'l Pitu.

- Mercadón de otoño: se celebra el domingo más próximo al 12 de octubre. El Mercadón de otoño surge como un refuerzo a los famosos y conocidos mercados de Grado a la par con el Mercadón de primavera y con la idea de sacar a la vente los productos típicos otoñales. Es un mercado mixto de agroalimentación y artesanía en el que pueden participar personas propias de nuestra región y de otras regiones españolas.

- Mercado de Navidad: 23 de diciembre (en 2008), 23 de diciembre (en 2015).

- Mercado tradicional: todos los miércoles y domingos desde el año 1256. Se pueden comprar productos típicos de Grado: quesos, embutidos, panes, hortalizas, verduras, semillas etc. además de otros productos como ropa, calzado, y todo tipo de relojes, carteras, etc. Uno de los únicos mercados de domingo en Asturias y España donde también abren los comercios de la villa.

- Feria de Muestras de Grado (FMG): se celebraba el fin de semana más próximo a San José. Tenía una duración de tres días en los que la villa se engalanaba para ofrecer a los visitantes lo mejor de su tierra. Se podía ver productos desde lo más tradicional a lo más innovador, y todo ello dentro de un recinto perfecto para visitar sin demasiadas prisas. Tenía una alta asistencia de visitantes, rondando en los últimos años las 5000 personas. En el año 2009 con un fuerte déficit de varios años, no llegó a celebrarse.

### Concursos
- Concurso de Pinchos de queso de Afuega'l Pitu: el primer concurso de España de pinchos elaborados con queso Afuega'l Pitu. En 2009 se celebró durante varios días a mediados de junio. Organizado en colaboración con el concejo regulador de Afuega'l Pitu, participaron 15 establecimientos de hostelería de todo Grado con un inesperado nivel de éxito de ventas para esta, su primera edición.

- Certamen de Pinchos: se celebró su VII edición el 28, 29 y 30 de mayo de 2015.

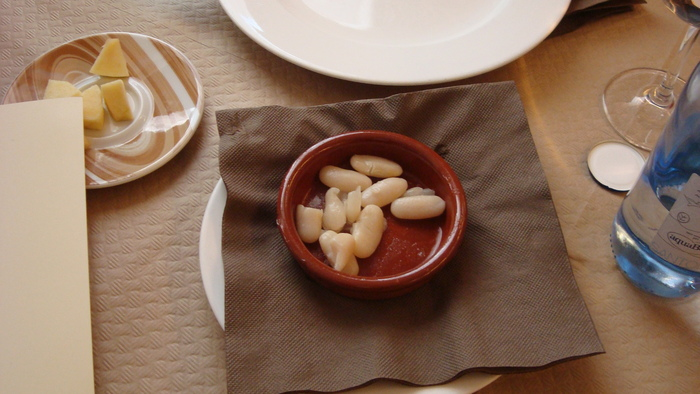
Una muestra de faba de la DOP Faba Asturiana en la cata de fabas para el Certamen de la Faba Asturiana de Denominación de Origen. Las muestras están cocinadas solo con agua y sal según los criterios del Consejo de la Denominación de Origen Faba de Asturias

- Certamen de la Faba Asturiana: enmarcado con las celebraciones de la primera y segunda flor (abril o mayo). Primero y único Certamen en Asturias de la Faba Asturiana de Denominación de Origen. Celebrado en colaboración con el Consejo Regulador de la Denominación de Origen de la Faba Asturiana e incluyendo los premios anuales y oficiales del concejo regulador. Celebrado por primera vez en 2008 y con degustación popular en 2009. En 2015 en su octava edición había degustación popular preparado por las escuelas de hostelería de Moreda (Aller) y Llanes con recetas utilizando la faba.

- Fiesta de Santiago y Mercado de la Artesanía: se celebra el día 25 de julio, aunque las 2 semanas previas se celebran casi a diario romerías en todos los barrios de la villa. El mercado de la artesanía recoge numerosísimos productos artesanos de Asturias como pueden ser navajas, cuchillos, cueros.

- Fiesta de Santana: 26 de julio, pasándose para el 27, si coincide en miércoles o domingo. Destacan el desfile del agua en los que los moscones (naturales de Grado) recorren la villa a gritos de "¡Agua!", reclamando ser empapados. Y también la tradicional comida en el parque, donde miles de personas se concentran para comer en familia.

- Certamen de la Escanda: segundo domingo de septiembre. Un mercado temático para potenciar el cultivo y la utilización de escanda en nuestra gastronomía, el pan de escanda, y otras recetas basadas en la escanda. Incluye un mercado tradicional con panes y productos elaborado a base de Escanda.

### Ferias ganaderas
- Feria de Ganado de Los Prados (vacuno): 7 de septiembre.

- Feria de Ganado de La Caída (vacuno): 20 de septiembre.

- Concurso-Exposición de Ganado del Pilar: 10, 11 y 12 de octubre.

- Feria de San Simón (ganado y caballar): 28 de octubre.

- Mercados de ganado: primer domingo de cada mes.

### Artesanía

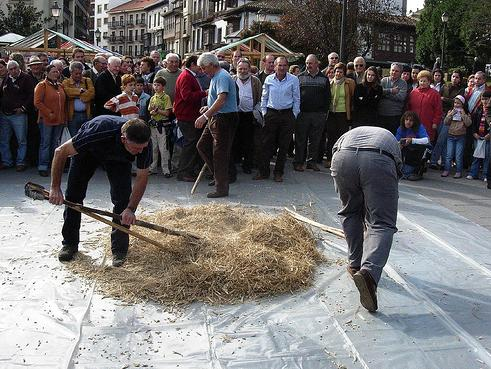
Artesanos mayando escanda en el parque de abajo

El concejo de Grado cuenta con una importante actividad artesana. Hasta 2012 el concejo de Grado tenía un taller de azabachería, su titular era el maestro azabachero, tallista y escultor Eliseo Nicolás Alónso, Lise que dedicó varias décadas a hacer piezas únicas, que distribuía en toda Asturias, España y diversas partes del mundo. Destaca también Francisco Sarasola, maestro artesano dedicado al tallado de madera. De igual forma, también existen oficios tradicionales como madreñeros, goixeiros, mangueiros y canteiros. Además también existen talleres de confección de prendas de vestir artesanales, trabajadores del cuero, zapateros, y artesanos del mueble, reconocidos y admirados en toda Asturias.
De igual forma, aunque esto ya forma parte del arte, existen en Grado escultores como Favila y Juan De la Fuente, o pintores tan reconocidos como Andrés Alonso y Hugo Fontela, jóvenes pertenecientes a las nuevas corrientes, o Marcos Luengo, (Diseñador de Moda), natural de Grado.
Hórreos y paneras del Concejo de Grado

### Gastronomía
Debido a su situación en un valle relativamente llano, orientado hacia el sur, con frecuentes precipitaciones y cruzado por un río de caudal abundante y regular, Grado ha sido desde la Edad Media uno de los mayores centros productores agrícolas del Principado de Asturias. A finales del siglo XIX y principios del XX, las exportaciones agrícolas al resto de España y al Reino Unido constituían la principal fuente de riqueza de la población. Hoy en día, los productos frescos de su mercado tienen alta estima a nivel regional y provienen principalmente de pequeñas explotaciones tradicionales que siguen los principios de la agricultura ecológica. 
Pan de escanda
Entre los productos agrícolas destaca especialmente el pan de escanda, un tipo de espelta o trigo salvaje/antiguo que es la única variedad del género Triticum que se cultiva en Asturias. Aunque muy popular en siglos anteriores, su cultivo fue perdiéndose tras la llegada del maíz. Afortunadamente, la costumbre de sembrarla y elaborar pan con ella fue mantenida por algunas familias y ahora vuelve a ser muy valorada popularmente y comercialmente.
Tocinillo de cielo
El postre más famoso es el Tocinillo de Cielo, elaborado a base de yema de huevo y azúcar e introducido en el recetario local por una centenaria pastelería. Constituye la exportación actual más prestigiosa del pueblo y se vende en tiendas de delicatessen y algunos grandes almacenes. 
Cuajada
Con una tradición más casera es la cuajada o barreña según la denominación local. Este queso fresco, similar al quark alemán o al petit suisse, se toma sola, con miel o con azúcar aprovechando la producción quesera local.
Escaldao
El escaldao es un dulce invernal de elaboración casera que se preparaba en pequeñas cantidades a base de miel, manteca y miga de pan y se comía caliente.
Queso Afuega'l pitu
El queso de Afuega'l pitu, otra especialidad de la zona, es uno de los dos únicos quesos asturianos con Denominación de Origen (DO) (el otro es el de Cabrales). Es un queso de vaca en forma de tronco o bulbo y diversos grados de sabor y textura dependiendo de la curación. Puede ir desde queso fresco tipo ricotta hasta ser duro, seco y mohoso, aunque lo habitual es una textura intermedia de tipo pastoso y muy blando, fácil de desmigar. Tiene un toque ácido y a veces se añade pimentón (Afuega'l pitu Roxu) o, más modernamente, finas hierbas o pimienta a su elaboración aunque esas dos últimas no entran en las variedades del Denominación de Origen.

### Deporte
Grado tiene varios equipos de fútbol y fútbol sala, entre los que destacan el Club Deportivo Mosconia y el Bo2-FS Grado, ambos juegan en Tercera División. También hay varios clubes de hockey sobre patines, siendo los más representativos el AsturHockey CP que milita en Primera División Nacional y el Club Patín Areces, que ha jugado varias temporadas en la máxima categoría.
Grado también tiene equipo de rugby, el Pilier RC, organizador del prestigioso torneo Seven de Grado.
Existe también un club de kárate, el Gimnasio Lino, dirigido por Lino Gómez Feito, seleccionador nacional absoluto desde 1997 hasta 2013. Por otra parte el Club de Tenis de Grado cuenta con unos 300 socios y 5 pistas.
Asimismo, la villa cuenta con dos clubes de gimnasia rítmica (Club Rítmica Ékas y Club Gimnástico Grado), el Club Baloncesto San Pedro, la escuela de ciclismo Santi Pérez, una escuela de natación promocionada por el ayuntamiento, una asociación de piragüismo (Club Piragüismo Moscón), un grupo de montaña con un gran número de socios que realizan salidas cada 15 días, y varios clubes más de distintas modalidades deportivas. Recientemente también se ha creado un club de pádel.

## Ciudades hermanadas
- Salas, España (desde 1277)
- Oviedo, España (desde 21 de octubre de 1309)[31][32]
- Arroyo Naranjo, Cuba